# 塩川正十郎
塩川 正十郎（しおかわ まさじゅうろう、1921年〈大正10年〉10月13日 - 2015年〈平成27年〉9月19日）は、日本の政治家。位階は正三位。
自由民主党から立候補し衆議院議員（11期）。
この間財務大臣（第2代）、自治大臣（第42代）、国家公安委員会委員長（第52代）、内閣官房長官（第50代）、文部大臣（第108代）、運輸大臣（第52代）、自由民主党総務会長などを歴任。
財団法人国民政治協会（自民党の政治資金団体）会長、財団法人自由国民会議（同党の党友組織）所属。
その他、東洋大学総長、財団法人関西棋院理事長、特定非営利活動法人武士道協会理事長、『ベストヒット歌謡祭』（旧『全日本有線放送大賞』）実行委員会名誉会長なども務めた。
愛称は「塩爺」（しおじい）。

## 来歴・人物

### 生い立ち
大阪府中河内郡布施村（現在の東大阪市）で生まれる。父は旧布施市市長の塩川正三で、大阪府立八尾中学校（現大阪府立八尾高等学校）出身。郷里の高等学校にでも進学するつもりだったところ、父から「田舎の学校へ行ったってしょうがない。都会の、それも慶應へ行け。慶應へ行くんだったら、経済じゃないか。それ以外は、あかんぞ」と言われ慶應義塾大学経済学部経済学科へ入学。在学中、学徒出陣により出征する。大学では高橋誠一郎の講義を熱心に聴講し、登山にも熱中した。
終戦後、会社を設立し経営者となる。1957年（昭和32年）布施市青年会議所理事長、1958年（昭和33年）弘容信用組合理事、1964年（昭和39年）布施市役所の助役を経て1967年（昭和42年）の第31回衆議院議員総選挙で旧大阪4区から立候補し当選、衆議院議員となる（当選同期に山下元利・増岡博之・河野洋平・中尾栄一・藤波孝生・武藤嘉文・坂本三十次・塩谷一夫・山口敏夫・水野清など。）。当選後は福田派に入会し、福田赳夫内閣の発足時には内閣官房副長官に抜擢された。

### 政界

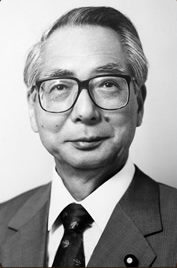
文部大臣時

党内では森喜朗、三塚博、加藤六月らと共に安倍派四天王と称され、安倍晋太郎の総裁就任が悲願だった。税制など経済政策に精通しており、地価税を導入した時の党税調会長として知られる。塩川も鈴木善幸内閣で運輸大臣として入閣したのを皮切りに文部大臣（第3次中曽根内閣）、内閣官房長官（宇野内閣）、自治大臣・国家公安委員会委員長（宮澤内閣）を務めた。選挙では中選挙区時代に10回連続当選したが、小選挙区比例代表並立制導入後初めての選挙である第41回衆議院議員総選挙では重複立候補を辞退し、大阪13区から立候補した。しかし、新進党の新人である西野陽に破れ、現職の党総務会長ながら落選の憂き目を見る。2000年の第42回衆議院議員総選挙で当選し、国政に復帰した。

### 小泉政権
2001年自由民主党総裁選挙で森派の後輩・小泉純一郎の選対本部長を務める。塩川も同選挙に立候補していた亀井静香に「もともと亀井君も同じ清和会にいたんだから、この際、小泉にしてやってくれんかね」と頼み、そこで亀井は議員投票の前に小泉と9項目の政策協定を結んで辞退した（しかし9項目の1つにあった人事は両派で相談して決めるという項目がいきなり反故にされた）。塩川はその後、成立した第1次小泉内閣で財務大臣に就任した。最重要ポストの財務相には財界人などの名が取り沙汰されており、塩川の就任は全くの予想外で、女性・民間人・若手を多く起用して「驚天動地」と評された人事の中で逆にサプライズの一つとされた。金融実務や党税調会長の経験を生かし、小泉構造改革の旗振り役を務めた。第1次小泉第1次改造内閣でも留任、第1次小泉第2次改造内閣発足時に退任すると第43回衆議院議員総選挙にも立候補せず、政界から引退する。
「塩爺」で第18回新語・流行語大賞のトップテン入りとなる。
小泉首相とは「30年来の朋友」（2001年の小泉内閣メールマガジン）という間柄で、青木幹雄と組んで党内融和を説く森元首相とは一線を画し、小泉首相の後見人として影響力を行使した。

### 政界引退後
日本相撲協会運営審議委員会委員、東洋大学総長、財団法人尾崎行雄記念財団顧問、財団法人国民政治協会会長、自由国民会議代表、時代を刷新する会会長（三代目）、ベストヒット歌謡祭実行委員会名誉会長を務めた。また『産経新聞』にて毎月第3木曜日にコラム「塩爺のよく聞いてください」（2008年4月 - 2013年2月）を連載していた。
2004年には東洋大学において国際交流ならびに外国人留学生の育成を対象とした奨学金『塩川正十郎奨学金』を創設した。
2015年9月19日午前10時15分、肺炎のため大阪市内の病院で死去した。93歳没。塩川の葬儀では小泉元首相が弔辞を読み上げた。日本国政府は、塩川に正三位追叙と銀杯一組の追贈を閣議決定した。

## 略歴

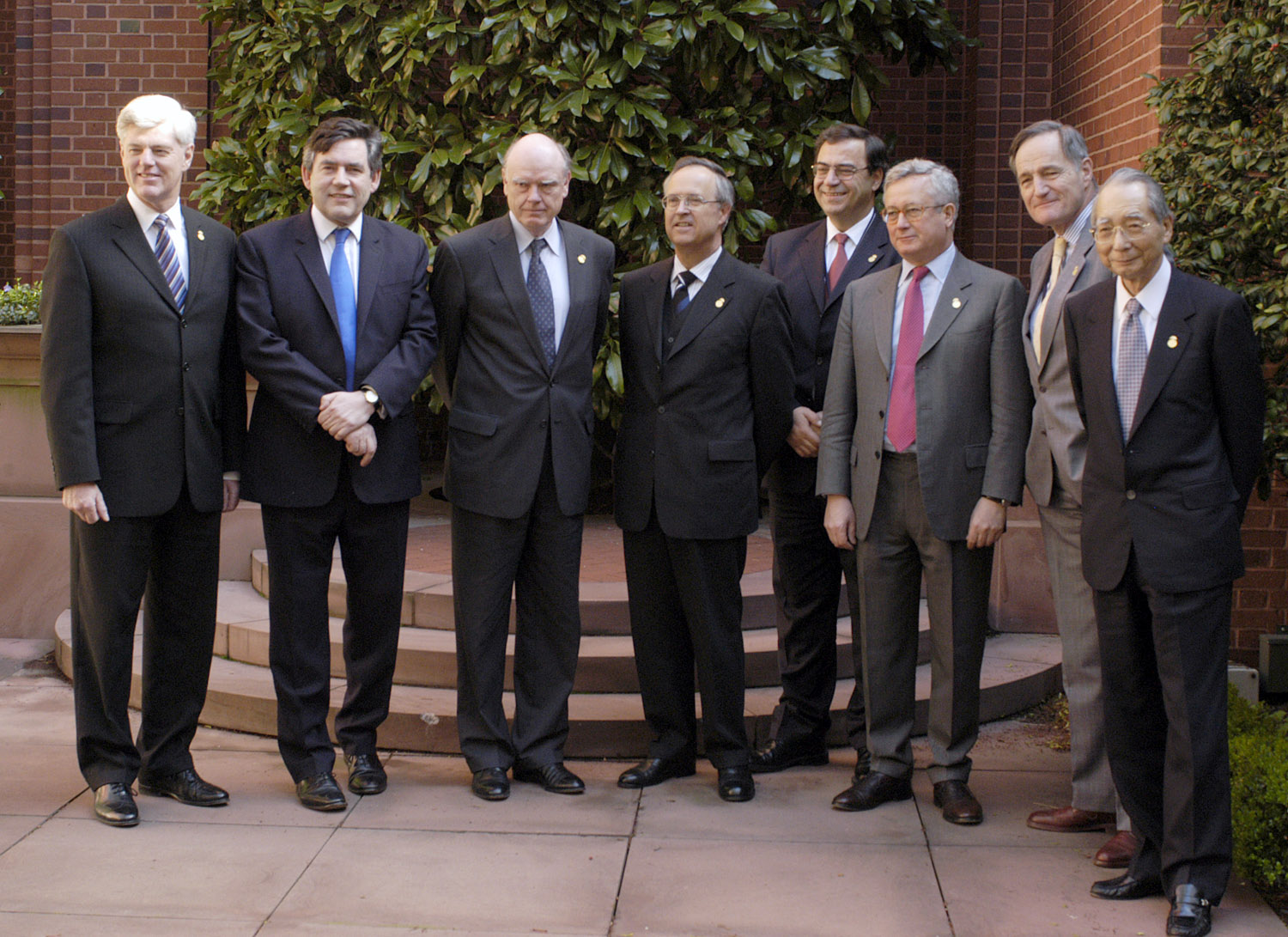
2003年4月12日、コロンビア特別区ワシントン市での世界銀行グループ・国際通貨基金春季会合にて先進7ヶ国財務相らと (81歳)

- 1921年10月21日 大阪府中河内郡布施村（現東大阪市）にて誕生
- 1944年3月 慶應義塾大学経済学部経済学科卒業扱[11]
- 1946年9月 三晃株式会社（代表取締役）[11]
- 1957年8月 布施青年会議所（現、東大阪JC）理事長[11]
- 1958年5月 弘容信用組合常務理事[11]
- 1964年6月-1966年12月 布施市助役[11]
- 1966年3月 東大阪三市合併協議会事務局長[11]
- 1967年1月 衆議院議員（- 1996年9月）[11]
- 1972年12月-1973年11月 通商産業政務次官[11]
- 1976年12月-1977年11月 内閣官房副長官[11]
- 1979年11月-1980年5月 衆議院商工委員長[11]
- 1980年7月-1981年11月 運輸大臣[11]
- 1983年12月 衆議院安全保障特別委員長[11]
- 1986年9月-1987年11月 文部大臣[11]
- 1988年12月-1989年6月 東洋大学理事長[11]
- 1989年6月-1989年8月 内閣官房長官[11]
- 1989年9月-2001年11月 東洋大学理事長 [11]
- 1990年3月 自民党税制調査会長[11]
- 1990年5月 胃がんの手術を受ける[12]
- 1991年11月-1992年12月 自治大臣・国家公安委員会委員長[11]
- 1993年8月 自民党憲法調査会長[11]
- 1995年9月 自民党総務会長[11]
- 1996年10月 第41回衆議院議員総選挙に大阪13区から立候補するが落選
- 1998年6月-2007年6月 日本武道館会長
- 2000年6月 第42回衆議院議員総選挙で返り咲き
- 2000年11月 勲一等旭日大綬章を受章[13]
- 2001年4月26日-2003年9月22日 財務大臣[11]
- 2003年10月 第43回衆議院議員総選挙に立候補せず、政界から引退
- 2004年1月 東洋大学総長に就任
- 2004年3月 関西棋院理事長に就任[14]
- 2004年5月24日 東大阪市から名誉市民の称号を贈られる[15]
- 2004年6月 日本相撲協会運営審議会委員に就任[16]
- 2006年7月 自由国民会議代表に就任
- 2009年12月 国民政治協会会長就任
- 2010年9月 関西棋院理事長を退任
- 2015年9月19日 肺炎のため大阪市内の病院で死去[1]。93歳没。

## 発言・エピソード
特別会計
「母屋でおかゆをすすっているときに、離れですき焼きを食べている」（一般会計が赤字を削っているのに特別会計で浪費していることを揶揄した表現）
国民年金
「国民年金だけで議員は生活できると思うか?」と質問された際に「ほんなん、できるかいな。ぼくら（議員）はあんたら（国民）と生活のレベルが違うやないか!（毎月）100万かかるよ。みんな、人間平等だと思っていたらとんでもない間違いだ」と発言している。
バンキシャ
日本テレビ『真相報道 バンキシャ!』のコメンテーター「不定期ご意見バン!」として出演していたが、2005年に発生した奈良騒音傷害事件（所謂『騒音おばさん事件』）の被告について、生放送中の番組内にて「こりゃねぇ、やっぱり狂うてますよこの人は。顔見てご覧なさい、目は吊り上がってるしね、顔はぼーっと浮いてるでしょ。これ、キチガイの顔ですわ」と放送禁止用語を発し、福澤朗に止められて番組を降板させられた。
報償費問題
2001年1月、テレビ朝日『サンデープロジェクト』で、報償費の使われ方について「国会議員の外遊の際に餞別として渡された」「一部の野党を買収するための国会対策費にも使われていた」「マスコミ懐柔の為に一部有名言論人に配られていた」と暴露（宇野内閣で官房長官だった）。しかし財務大臣就任後、国会でこの発言を穀田恵二に質されると「忘れた」ととぼけた。穀田は激怒して追及を続けたが、塩川は「昔のことだから覚えていない」と徹底的にはぐらかした。この出来事から「塩爺」の愛称で呼ばれることが増え、人気が上昇した。後に塩川は「生意気な共産党を痛い目に合わせてやろうと思った」と述懐した。
その他
毎年11月に日本テレビ系列で放送される『ベストヒット歌謡祭』では大会実行委員会名誉会長を務めていた。

## 顕彰
群馬県邑楽郡板倉町にある東洋大学板倉キャンパス内に塩川正十郎の銅像が、東京都文京区にある東洋大学白山キャンパス内に胸像がある。これは、塩川が同大学の理事長を務めたことによるもの。なお、塩川は他界するまで東洋大学総長を務めた。

## 家族
父は旧布施市市長の塩川正三。大阪大学名誉教授（応用化学）の塩川二朗は弟。長男の塩川耕士は近鉄バス社長。孫の塩川憲史は大阪府議会議員。
塩川家は和歌山県の粉河寺が所有する国宝の粉河寺縁起絵巻に登場する長者の末裔とされており、粉河寺の山門には正三の名義で寄進が行われたことを示す石碑がある。
甥の一人は大学で一気飲みを強要された後、急性アルコール中毒で急死した。朝日新聞への投書でこの風潮に問題提起している。

## 所属していた団体・議員連盟
- 憲法20条を考える会（顧問）

## 著書
- 「ある凡人の告白 - 軌跡と証言」（藤原書店） ISBN 9784894346918